# 新潟県道67号村松田上線
新潟県道67号村松田上線（にいがたけんどう67ごう むらまつたがみせん）は、新潟県五泉市から同県南蒲原郡田上町に至る県道（主要地方道）である。

## 概要

### 路線データ
- 実延長：11,138.3 m[1]
- 起点：新潟県五泉市中野橋（国道290号・新潟県道295号下戸倉五泉線交点）
- 終点：新潟県南蒲原郡田上町大字保明新田字曲途（新潟県道1号新潟小須戸三条線交点）

## 歴史
- 1993年（平成5年）5月11日 - 建設省から、県道村松田上線が村松田上線として主要地方道に指定される[2]。

## 路線状況

### 重複区間
- 国道403号（大沢峠入口交差点 - 羽生田交差点）
- 国道403号（三条北バイパス）（羽生田交差点 - 羽生田跨線橋交差点）

## 地理

### 通過する自治体
- 五泉市
- 南蒲原郡田上町

### 交差する道路
- 国道290号・新潟県道295号下戸倉五泉線（起点：中野橋交差点）
- 新潟県道404号中名沢刈羽線（五泉市刈羽字中丸）
- 国道403号（大沢峠入口交差点 - 羽生田交差点で重複）
- 国道403号（三条北バイパス）（羽生田交差点 - 羽生田跨線橋交差点で重複）
- 新潟県道1号新潟小須戸三条線（終点：田上町大字保明新田字曲途）

### 沿線にある施設など
- JR信越本線 羽生田駅
- 田上町立田上中学校
- 田上町立羽生田小学校
- 加茂市立加茂西小学校
- JAにいがた南蒲 田上支店
- 加茂信用金庫 田上支店
- 大蒲原郵便局
- 羽生田郵便局
- 中越製陶 本社・陶管事業所
- 信濃川
- 加茂川
- 田上町総合公園